# Пистолькорс
Пистолькорс (von Pistohlkors) — род шведского и остзейского дворянства.

## История рода
Шотландец Георг-Олофсон Скотт (1596—1663), шведской службы полковник, получил 22 февраля 1645 года дворянское достоинство с фамилией Пистолькорс (швед. «пистолет крестом») и дворянский герб в виде скрещенных пистолей от шведской королевы Кристины за то, что 1631 году в битве при Брейтенфельде спас жизнь её отцу, королю Густаву ІІ Адольфу — своим пистолем выбил пистоль из рук французского офицера, целившегося в короля. У него было семеро детей; трое сыновей основали три семейные линии: Йохан фон Пистолкорс (умер в 1656) основал старую финскую линию, которая прекратилась в 1820-х годах — в числе их поместий была мыза Партала; следующий сын, Йоран (умер в 1693) стал основателем младшей финской линии, представители которой в 1818 году были приняты в финское дворянство; ещё один сын, Эрик фон Пистолкорс (1628—1700), поселился в Эстляндии, приобрел здесь поместья Рутиквере, Ядивере, Паатсалу, Иллюсте, Массу и Пяр — в 1746 году род приобрёл эстляндское дворянство, в 1747 году — лифляндское, а потомки Морица Вильгельма фон Пистолкорси (1730–1783) — владельца мызы Куремаа, в Новгородской губернии имели имение Попрудка и, обосновавшись в России носили русские имена.
В середине XIX века Пистолькорсы обустроили в Лифляндии усадьбу Бирингсгоф.

## Представители рода
- Пистолькорс:[править]  -  Пистолькорс, Александр:[править]    -  Пистолькорс, Александр Александрович (1896—1996) — российский учёный в области радиотехники и антенн, лауреат Ленинской премии, член-корреспондент АН СССР
    -  Пистолькорс, Александр Васильевич (1824—1879) — генерал-майор, герой Туркестанских походов.

  -  Пистолькорс, Александра Александровна (1888—1963) — фрейлина императрицы Александры Фёдоровны, муж — Александр Эрихович фон Пистолькорс (1885—1944).
  -  Пистолькорс, Герт Олоф фон (род. 1935) — немецкий историк.
  -  Пистолькорс, Карл Васильевич (1798—1876) — генерал-лейтенант, Бобруйский комендант.
  -  Пистолькорс, Лаура (Pistolekors; 1839—1927) — шведский композитор, пианист и дирижёр.
  -  Пистолькорс, Марианна Эриковна фон (1890—1976) — светская львица, актриса.
  -  Пистолькорс, Ольга Валериановна (1865—1929) — вторая (морганатическая) супруга великого князя Павла Александровича, мемуаристка.
  -  Пистолькорс, Отто Фридрих (1754—1831) — офицер, земельный советник, посланник лифляндского рыцарства в Петербурге, автор статей по экономике и ботанике.
  -  Пистолькорс, Эрик-Гергард Августович фон (1853—1935) — генерал-майор, штаб-офицер Главного управления государственного коннозаводства.

## Описание герба
В красном поле два, в Андреевский крест положенных кремневых пистолета натурального цвета, сопровождаемые вокруг четырьмя серебряными пулями в греческий крест.
Щит увенчан дворянским шлемом с бурелетом: серебро-гопубо-красно-серебро-rолубым. Нашлемник — две руки в серебряных латах, держащие вертикально золотое древко с красным штандартом влево. Намет, пересеченный голубым по красному, подложен серебром.